# Netscape Messenger 9
O Netscape Messenger foi um cliente de e-mail desenvolvido pela Netscape. Anunciado em 11 de junho de 2007 como Netscape Mercury, o programa foi concebido para acompanhar o navegador Netscape Navigator 9, e foi baseado no cliente Mozilla, o Thunderbird.
O nome original foi Mercury foi nomeado por causa do deus grego Mercúrio, o mensageiro. Substituiu o antigo Netscape Mail & Newsgroups.
Em 15 de novembro de 2007, foi lançado para Linux, Mac OS e Microsoft Windows.
Em 28 de dezembro de 2007, os desenvolvedores da Netscape anunciou que a AOL iria descontinuar o suporte para o Messenger junto com o navegador em 1° de março de 2008.

## Características
Netscape Messenger inclui todas as funcionalidades do Mozilla Thunderbird 2.0.0.9, juntamente com uma maior integridade com o AOL Instant Messenger, mais conhecido como AIM. Além disso, ele também tem uma aparência semelhante à do Netscape Navigator 9.